# Harlequin-Syndrom

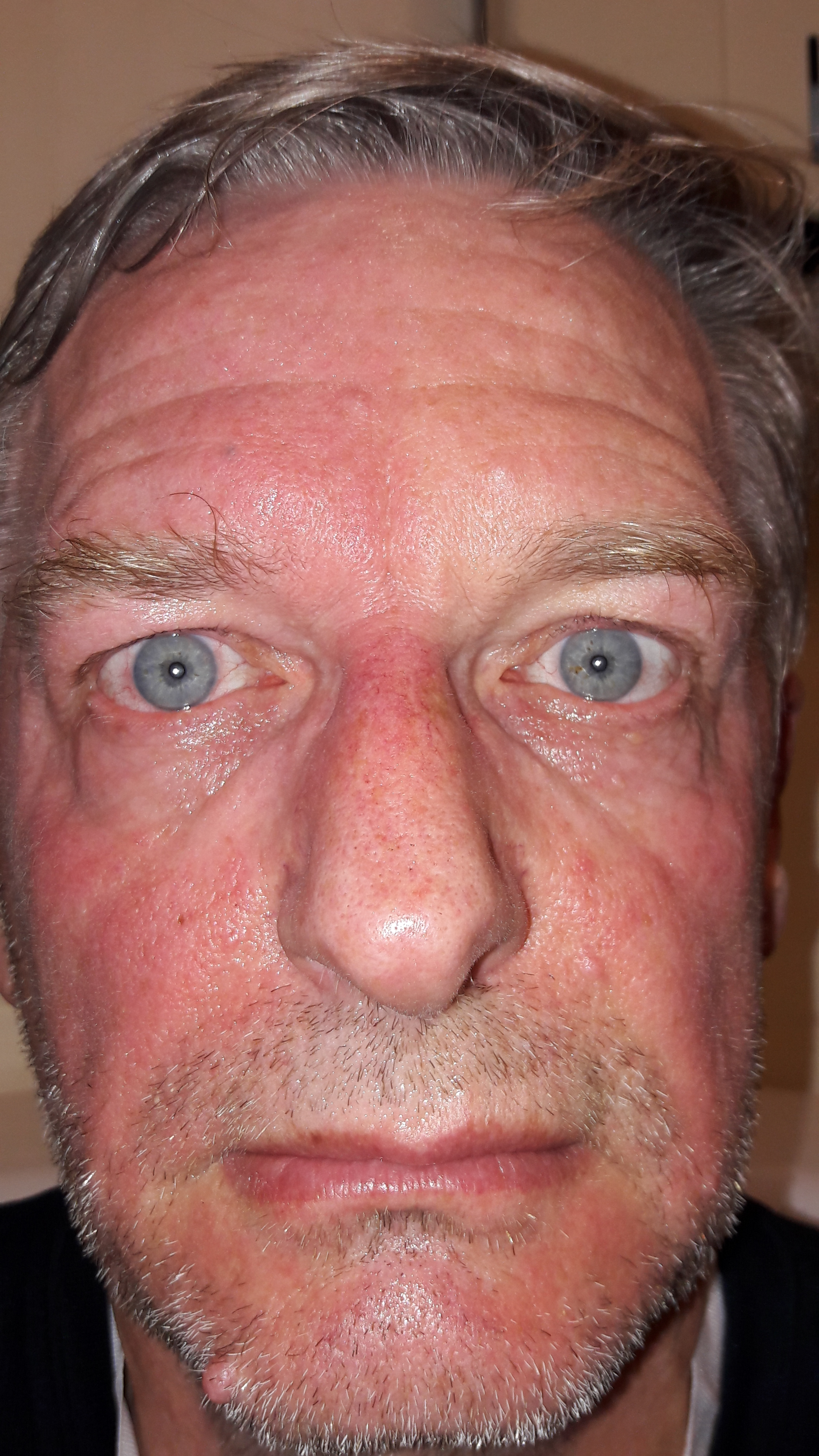
Ein Mann, der die asymmetrischen Symptome des Harlekin-Syndroms zeigt. Eine Hälfte der Stirn ist stärker gerötet als die andere.

Das Harlequin-Syndrom ist eine Störung des vegetativen Nervensystems mit einseitiger Hautrötung und Schwitzen meist nur im Gesicht, mitunter auch am Arm oder Brustkorb. Die Erkrankung kann in jedem Alter auftreten, häufig in warmer Umgebung oder bei Belastungen.
Das Syndrom kann als Sonderform einer fokalen Hyperhidrose angesehen werden.
Synonyme sind: Progressive isolierte segmentale Anhidrose.
Die Erstbeschreibung stammt aus dem Jahre 1988 durch J. W. Lance und Mitarbeiter.
Allerdings wurde bereits im Jahre 1985 von N. B. Esterly und M. K. Spraker über dieses Phänomen bei Neugeborenen berichtet.
Die Erkrankung ist nicht mit der Harlekin-Ichthyose zu verwechseln.

## Ursache
Zugrunde liegt eine Schädigung der prä- oder postganglionären sympathischen Fasern der Halswirbelsäule und der parasympathischen Fasern des Ganglion ciliare, beispielsweise infolge einer endoskopischen transthorakalen Sympathektomie oder -Blockade oder weiterer Thoraxoperationen oder zentral im Hirnstamm.
Das Phänomen soll auch idiopathisch (ohne ersichtliche Schädigung) auftreten.

## Verbreitung und Epidemiologie
Die Häufigkeit wird mit unter 1 zu 1.000.000 angegeben.
Vom Harlekin-Syndrom sind in den Vereinigten Staaten von Amerika weniger als 1.000 Menschen betroffen.

## Klinische Erscheinungen
Klinische Kriterien sind:

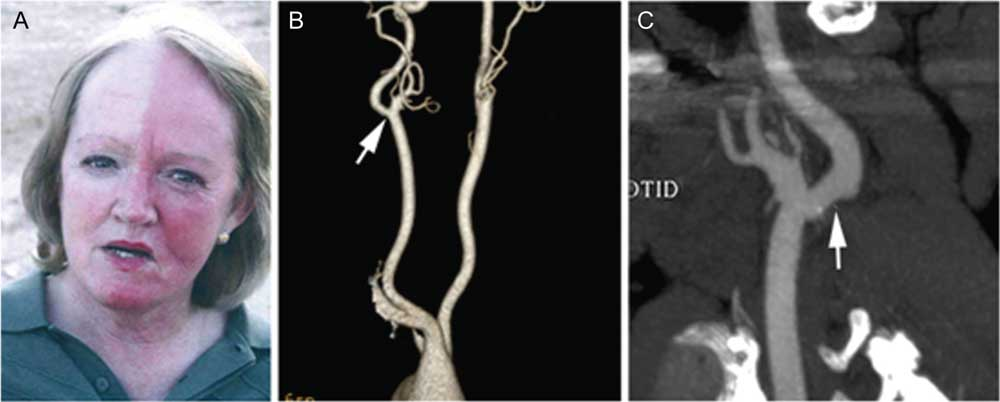
Harlekin-Syndrom, verursacht durch einen Defekt der sympathischen Innervation

- Einseitige Hautrötung und kompensatorisches Schwitzen, auf der Gegenseite Anhidrose
- Normale Sympathikus-Innervation des Auges
- Mitunter parasympathische Störung der Augenbewegung